# John J. Gumperz
 (avril 2013).
Si vous disposez d'ouvrages ou d'articles de référence ou si vous connaissez des sites web de qualité traitant du thème abordé ici, merci de compléter l'article en donnant les références utiles à sa vérifiabilité et en les liant à la section « Notes et références ».
John Joseph Gumperz, né le 9 janvier 1922 et mort le 29 mars 2013, est un linguiste américain. 

## Biographie
Professeur à l'Université de Californie à Berkeley à partir de 1965, Gumperz contribue avec Dell Hymes à l’émergence de l'ethnographie de la communication. Il développera sa propre approche, la sociolinguistique interactionnelle.
Gumperz s'intéresse à comment les interlocuteurs sont influencés par la situation et la culture pour produire des inférences conversationnelles et à comment ils interprètent les indices de contextualisation verbaux et non verbaux.
Sa contribution principale concerne la notion d'alternance codique dans les situations de communication. Gumperz a dirigé les thèses de nombreux chercheurs en sociolinguistique et en anthropologie linguistique, tels que Susan Gal, Kathryn Woolard, Monica Heller, et Deborah Tannen.

## Ouvrages
- Gumperz, J.J., 1989. Engager la conversation : introduction à la sociolinguistique interactionnelle, Paris: Les éditions de minuit.
- Gumperz, J.J., 1989. Sociolinguistique interactionnelle, une approche interprétative, Paris: L’Harmattan.